# 拟邻红螯蛛
拟邻红螯蛛（学名：Cheiracanthium adjacensoides）为管巢蛛科红螯蛛属的动物。在中国大陆，分布于四川、安徽等地，常见于柑桔和茶树上折叶作巢。该物种的模式产地在四川、安徽。